# Scopelosaurus adleri
Scopelosaurus adleri is een straalvinnige vissensoort uit de familie van papierbeenvissen (Notosudidae). De wetenschappelijke naam van de soort is voor het eerst geldig gepubliceerd in 1967 door Fedorov.